# Luigi Di Maio
Luigi Di Maio (Avellino, 1986. július 6. –) olasz politikus, a berendezkedésellenes 5 Csillag Mozgalom (M5S) képviselője a 17. olasz parlamenti ciklusban. 2019. szeptember 5-től 2022. október 22-ig Olaszország Külügyminisztere volt.
2013. március 21-én, 26 évesen ő lett a Képviselőház egyik alelnöke, ezzel az Olasz Köztársaság történelmének legfiatalabb képviselője, aki ezt a tisztséget betölti.
2017 szeptembere és 2020. január 22. között ő volt az M5S miniszterelnök-jelöltje és politikai vezetője. A 2018. márciusi általános választáson az M5S lett a legnagyobb párt, de a középjobb pártszövetség megelőzte.

## Életpályája
A Nápoly megyei, Pomigliano d'Arcóban lakik, a három testvére közül a legidősebb. Édesapja építési vállalkozó, az egykori Olasz Szociális Mozgalom és a Szabadság Népe pártok végrehajtó bizottsági tagja volt, édesanyja olasz–latin szakos tanárnő.
2004-ben érettségizett a Pomigliano d'Arcóban található Classico Liceo „Vittorio Imbriani” humán szakos gimnáziumban. Tanulmányait a Nápolyi II. Frigyes Egyetemen (Università degli Studi di Napoli Federico II) folytatta, ahol először a mérnöki szakra járt. Itt alapította meg néhány mérnöki karos hallgatóval az ASSI nevű mérnökhallgatói szervezetet. Később átjelentkezett a jogtudományi karra, ahol 2006 őszén megalapította a StudentiGiurisprudenza.it nevű honlapot az egyetem jogi karának hallgatói számára. Ott töltötte be a kar hallgatói szervezetének elnöki tisztségét. Egyik egyetemi képzést sem végezte el, és nem szerzett diplomát. Miután otthagyta az egyetemet, webmesterként dolgozott, és belépett az 5 Csillag Mozgalomba.

### Politikai karrierje
2007-ben lett az 5 Csillag Mozgalom aktivistája. 2010-ben jelöltette magát a helyhatósági választásokon lakhelye helyi képviselőjének, akkor azonban nem választották meg, 59 szavazatot szerzett.
A párt „parlamentje” 189 szavazattal a 2013-as parlamenti választásokra őt jelölte Campania régió 1-es választókerületének képviselő-jelöltjének. Nyert és bejutott az Képviselőházba.
2013. március 21-én, 26 évesen 173 szavazattal megválasztották a Képviselőház alelnökének, amivel az ország történelmének legfiatalabb képviselője lett e poszton. Egyúttal Giuseppe Conte első kormányának Olaszország miniszterelnök-helyettese, gazdaságfejlesztesi és munkaügyi minisztere lett. Május 7. óta az alsóház Európai Unióval kapcsolatos ügyeivel foglalkozó bizottságának tagja.
2014 novemberében Beppe Grillo javaslatára létrehozták a párt öt parlamenti képviselőjéből a párt vezetését.
2019. szeptember 5-én miniszterelnök-helyettesi és munkaügyi miniszteri megbízatása megszűnt és a második Conte-kormány külügyminisztere lett.
2021. február 13. és 2022. október 22. között Mario Draghi kormányának külügyminisztere volt.
2023 áprilisában jelölték az Európai Unió rendkívüli küldöttjének a Perzsa-öbölbe, és június elsejétől lépett hivatalba.